# Гаити на летних Олимпийских играх 2000
Республика Гаити принимала участие в Летних Олимпийских играх 2000 года в Сиднее (Австралия) в двенадцатый раз за свою историю, но не завоевала ни одной медали. Сборную страны представляли 2 женщины.

## Результаты соревнований

### Дзюдо
Спортсменов — 1
Соревнования по дзюдо проводились по системе на выбывание. В утешительные раунды попадали спортсмены, проигравшие полуфиналистам турнира. Два спортсмена, одержавших победу в утешительном раунде, в поединке за бронзу сражались с проигравшими в полуфинале.
Мужчины
| Соревнование | Спортсмены  | Первый раунд       | Второй раунд                   | 1/8 финала           | Четвертьфинал        | Полуфинал            | Финал                | Место |
| Соревнование | Спортсмены  | Соперник Результат | Соперник Результат             | Соперник Результат   | Соперник Результат   | Соперник Результат   | Соперник Результат   | Место |
| ------------ | ----------- | ------------------ | ------------------------------ | -------------------- | -------------------- | -------------------- | -------------------- | ----- |
| до 73 кг     | Эрнст Ларак | Не участвовал      | В. Зелёный (LAT) П 0000 — 1001 | Завершил выступление | Завершил выступление | Завершил выступление | Завершил выступление | —     |